# Oceakivske, Voznesensk
Oceakivske (în ucraineană Очаківське) este un sat în comuna Manne din raionul Voznesensk, regiunea Mîkolaiiv, Ucraina.

## Demografie
Componența lingvistică a localității Oceakivske
     Ucraineană (87,25%)
     Rusă (12,75%)
Conform recensământului din 2001, majoritatea populației localității Oceakivske era vorbitoare de ucraineană (87,25%), existând în minoritate și vorbitori de rusă (12,75%).